# Day Tripper
Day Tripper è un brano dei Beatles. Composto da John Lennon e Paul McCartney nel 1965, venne pubblicato assieme a We Can Work It Out su un 45 giri avente entrambe le facciate indicate come Lato A.

## Descrizione
Il riff di chitarra che apre il brano
Lennon e McCartney scrissero questo brano, dal testo in parte equivocabile, pressati dall'esigenza di pubblicare un nuovo singolo pronto per il mercato natalizio.

### Testo e significato
In apparenza la canzone parla, secondo una prima interpretazione, di una ragazza che cerca solo relazioni di brevissima durata. Il testo recita infatti: She was a day tripper / One way ticket, yeah [...] She only played one night stands (Era una che faceva viaggi di un giorno solo / Un biglietto di sola andata, sì [...] Lei era solo per le avventure di una notte).
Il verso She's a big teaser / She took me half the way there (Lei è una grande provocatrice / Mi ha fatto arrivare a metà strada) è un riferimento mascherato all'espressione britannica Prick-teaser, in gergo indicante una donna che ama eccitare sessualmente gli uomini senza però arrivare a un rapporto concreto.
Lo stesso Lennon fornì una seconda interpretazione, dichiarando: «Day Trippers sono le persone che viaggiano per un solo giorno, d'accordo? Solitamente su un ferryboat o qualcosa di simile. Ma la canzone voleva dire che... uno è un hippie solo nei weekend. Capito?»
Un'ulteriore interpretazione venne svelata da McCartney nel 2005, quando affermò che il testo  della canzone era riferito alla riluttanza dello stesso Paul a provare l'LSD, che John e George usavano già dall'estate precedente, quando un dentista di Londra lo aveva messo nei loro caffè dopo una cena.

### Musica e arrangiamento
La canzone si rivelò trascinante grazie al riff originale e incisivo, che rivaleggiava con quelli dei contemporanei Rolling Stones. In un'intervista del 1966 a Melody Maker, McCartney descrisse Day Tripper come una canzone spiritosa, piacevole e scherzosa.

## Formazione
The Beatles
- John Lennon - voce, chitarra ritmica,
- Paul McCartney - voce, basso
- George Harrison - armonie vocali, chitarra solista (riff e assolo)
- Ringo Starr - batteria, tamburino

Crediti
- George Martin - produttore

## Cover
Il brano è stato registrato, tra gli altri, da Otis Redding e dai Whitesnake.
Un'altra cover di questo brano fu incisa nel 1979 dai giapponesi della Yellow Magic Orchestra e inclusa nell'album Solid State Survivor.
Da ricordare anche la cover di Jimi Hendrix registrata negli studi radiofonici della BBC nel 1967.
Nel 1980 gli Shampoo incidono la versione demenziale in napoletano dal titolo 'E zizze per l'album In Naples 1980/81 (EMI, 3C 064-18517).